# Ack Herre straffa icke mig
Ack Herre straffa icke mig är en psalm översatt av Jakob Arrhenius från tyska "Herr strafe mich nicht in deinem Zorn" av Cornelius Becker. Även denna psalm är liksom sin föregångare, nr 26, baserad på Konung Davids 6:e psalm. Översättningen är "Ehuruwäl någon olikhe är emellan then Swenska och Tyska, så äro the doch i slechtskap med hwarannan." Temat i psalmen har legat till grund för flera musikaliska tolkningar. På internet finns ett antal versioner av "Herr strafe mich nicht in deinem Zorn". Bland andra Georg Philipp Telemann har tonsatt psalmen.

## Publicerad som
- 1695 års psalmbok som nr 27 under rubriken "Konung Davids Psalmer". Finns på Wikisource.